# Old Punk
Old Punk – singel polskiego wokalisty Pawła Kukiza promujący album Siła i honor, wydany 24 sierpnia 2012 roku nakładem wydawnictwa muzycznego Sony Music Entertainment. 
Utwór promowany był w rozgłośniach radiowych na terenie całego kraju, zajął m.in. dwukrotnie 10. miejsce na Liście Przebojów Programu Trzeciego w notowaniach 1599 i 1601 oraz 42. pozycję na Szczecińskiej Liście Przebojów.

## Lista utworów
Opracowano na podstawie materiału źródłowego.
1. „Old Punk” –  2:52

## Notowania utworu
| Lista                              | Pozycja |
| ---------------------------------- | ------- |
| Lista Przebojów Programu Trzeciego | 3       |
| Szczecińska Lista Przebojów        | 42      |